# Тонсіна (Аляска)
Тонсіна (англ. Tonsina) — переписна місцевість (CDP) в США, в окрузі Вальдес-Кордова штату Аляска. Населення — 55 осіб (2020).

## Географія
Тонсіна розташована за координатами 61°31′51″ пн. ш. 145°6′39″ зх. д. / 61.53083° пн. ш. 145.11083° зх. д. (61.530898, -145.110836). За даними Бюро перепису населення США в 2010 році переписна місцевість мала площу 412,40 км², з яких 411,82 км² — суходіл та 0,57 км² — водойми.

### Клімат
| Клімат : Тонсіна        | Клімат : Тонсіна | Клімат : Тонсіна | Клімат : Тонсіна | Клімат : Тонсіна | Клімат : Тонсіна | Клімат : Тонсіна | Клімат : Тонсіна | Клімат : Тонсіна | Клімат : Тонсіна | Клімат : Тонсіна | Клімат : Тонсіна | Клімат : Тонсіна | Клімат : Тонсіна |
| Показник                | Січ.             | Лют.             | Бер.             | Квіт.            | Трав.            | Черв.            | Лип.             | Серп.            | Вер.             | Жовт.            | Лист.            | Груд.            | Рік              |
| Абсолютний максимум, °C | 7,8              | 8,9              | 12,2             | 18,3             | 26,1             | 32,2             | 31,1             | 31,1             | 26,1             | 16,7             | 10,6             | 10,0             | 32,2             |
| Середній максимум, °C   | −15,9            | −8,9             | −1,4             | 6,4              | 13,3             | 18,9             | 20,6             | 18,4             | 12,6             | 2,3              | −9,2             | −14,3            | 3,6              |
| Середній мінімум, °C    | −25,6            | −21,8            | −18              | −7,9             | −1,1             | 3,7              | 6,2              | 3,8              | −1,1             | −8,1             | −18,9            | −23,7            | −9,4             |
| Абсолютний мінімум, °C  | −51,1            | −47,2            | −43,3            | −31,1            | −14,4            | −6,7             | −3,3             | −8,3             | −18,3            | −30,6            | −41,1            | −51,7            | −51,7            |
| Норма опадів, мм        | 21               | 25               | 12               | 7                | 13               | 32               | 46               | 35               | 33               | 33               | 32               | 32               | 321              |
| Днів з опадами          | 6                | 6                | 3                | 2                | 4                | 8                | 11               | 10               | 9                | 9                | 7                | 7                | 82,0             |
| ----------------------- | ---------------- | ---------------- | ---------------- | ---------------- | ---------------- | ---------------- | ---------------- | ---------------- | ---------------- | ---------------- | ---------------- | ---------------- | ---------------- |
| Джерело:                |                  |                  |                  |                  |                  |                  |                  |                  |                  |                  |                  |                  |                  |

## Демографія
Згідно з переписом 2010 року, у переписній місцевості мешкало 78 осіб у 39 домогосподарствах у складі 17 родин. Густота населення становила 0 осіб/км².  Було 79 помешкань (0/км²).
Расовий склад населення:
| - 87,2 % — білих - 9,0 % — корінних американців |

До двох чи більше рас належало 3,8 %. Частка іспаномовних становила 0,0 % від усіх жителів.
За віковим діапазоном населення розподілялося таким чином: 15,4 % — особи молодші 18 років, 75,6 % — особи у віці 18—64 років, 9,0 % — особи у віці 65 років та старші. Медіана віку мешканця становила 49,3 року. На 100 осіб жіночої статі у переписній місцевості припадало 129,4 чоловіків;  на 100 жінок у віці від 18 років та старших — 127,6 чоловіків також старших 18 років.
Цивільне працевлаштоване населення становило 11 осіб. Основні галузі зайнятості: освіта, охорона здоров'я та соціальна допомога — 100,0 %.